# Bandslam
Bandslam is een muzikale romantische komedie die werd geproduceerd door Walden Media en geregisseerd door Todd Graff. De film werd opgenomen in Austin (Texas) met bijkomende scènes in New York. De productie ging op 6 augustus 2009 in wereldpremière in Westwood (Californië) en kwam op 14 augustus in de Amerikaanse cinemazalen. Ondanks uitstekende kritieken presteerde de film teleurstellend aan de bioscoopkassa's. Dat had naar verluidt alles te maken met de marketingstrategie van distributeur Summit Entertainment, die het te veel als een kinderfilm voorstelde.

## Verhaal
Tiener Will Burton is op zijn school een buitenbeentje en wordt veel gepest. Dan verhuist hij met zijn moeder naar Lodi (New Jersey) en krijgt zo de kans opnieuw beginnen. Daar raakt hij bevriend met Sa5m — de "5" wordt niet uitgesproken — die eveneens een buitenbeentje is. Die vertelt hem over Bandslam; een wedstrijd voor schoolmuziekgroepjes waarvan de winnaar een platencontract krijgt. Hun school wordt daar vertegenwoordigd door de razend populaire Glory Dogs, waarvan Ben Wheatley de zanger is. Korte tijd later ontmoet hij ook Charlotte Barnes; de voormalige schrijfster en zangeres van Glory Dogs. Als die ontdekt dat hij een wandelende muziekencyclopedie is bombardeert ze hem prompt tot manager van haar nieuwe bandje.
Dat bandje — de muzikanten in het bijzonder — stelt echter niet veel voor, maar Will kan hen een eigen stijl aanmeten en verandert ook de naam van Glory Dogs naar I Can't Go On, I'll Go On. Intussen valt hij voor Sa5m, maar vergeet een afspraak met haar als hij met Charlotte naar een optreden gaat, waardoor ze boos is op hem. Als Charlottes vader overlijdt komt dan weer aan het licht dat die het niet eens was met zijn dochters hooghartige levenswandel en dat ze voor hem is beginnen om te gaan met de buitenbeentjes op school bij wijze van experiment, waardoor Will en de andere groepsleden boos zijn op haar. Ben Wheatley kan dan weer niet hebben dat Will zoveel optrekt met zijn ex-vriendin Charlotte, gaat in diens verleden graven en ontdekt dat Wills vader ooit dronken een kind doodreed.
Charlotte verlaat ook het groepje. Haar plaats als zangeres wordt ingenomen door Sa5m, die over talent blijkt te beschikken. Ze nemen het op tegen de Glory Dogs en andere scholen. Charlotte komt het voor ze opkomen nog goedmaken en gaat hen samen met Wills moeder aanmoedigen in het publiek. Glory Dogs treedt voor hen op en blijkt hetzelfde nummer te brengen, waardoor ze op het laatste moment van nummer moeten veranderen. Ondanks het feit dat ze het meest gesmaakte optreden neerzetten verliezen ze van een andere school. Een beeldopname van het optreden belandt op YouTube en wordt daar gezien door Wills grote idool, David Bowie. Die belt hem op en wil hen tekenen bij het nieuwe platenlabel dat hij gaat oprichten.

## Rolverdeling
- Gaelan Connell als Will Burton, de protagonist.
- Aly Michalka als Charlotte Barnes, de zangeres van het groepje.
- Vanessa Anne Hudgens als Sa5m, het buitenbeentje op school en Wills eerste vriendin aldaar.
- Scott Porter als Ben Wheatley, de antagonist en zanger van het concurrerende groepje.
- Lisa Kudrow als Karen Burton, Wills alleenstaande moeder.
- Charlie Saxton als Bug, de bassist
- Tim Jo als Omar, de gitarist.
- Ryan Donowho als Basher, de drummer.
- Lisa Chung als Kim Lee, de keyboardspeelster.
- Elvy Yost als Irene Lerman, de celliste.
- David Bowie als zichzelf.

## Filmmuziek
De filmmuziek voor Bandslam bestaat uit een totaal van 15 nummers, gekozen door music supervisors Adam Lasus, Linda Cohen, en Joseph Magee. De acteurs zelf (Aly Michalka, Vanessa Hudgens, en Scott Porter) komen erop voor, naast acts als David Bowie en The Velvet Underground. Het album komt in Nederland op 2 september uit, de week na de uitgave van de film zelf (27 augustus).
Een mogelijke promotietour was in besprekingen, om de muziek en de film te promoten, maar is er uiteindelijk niet van gekomen.

### Nummers
1. "Rebel Rebel" (David Bowie) – 4:30
2. "Amphetamine" (I Can't Go On, I'll Go On & Aly Michalka) – 3:18
3. "24 Hours" (Shack) – 4:22
4. "Where Are You Now" (Honor Society) – 3:49
5. "Lunar One" (Seventeen Evergreen) – 3:59
6. "Femme Fatale" (The Velvet Underground & Nico) – 2:38
7. "Twice Is Too Much" (Exist) – 4:15
8. "Road" (Nick Drake) – 2:01
9. "Someone to Fall Back On" (I Can't Go On, I'll Go On & Aly Michalka) – 4:16
10. "I Want You to Want Me" (Aly Michalka) – 3:36
11. "Pretend" (Scott Porter and The Glory Dogs) – 4:25
12. "Stuck in the Middle" (The Burning Hotels) – 3:17
13. "Blizzard Woman Blues" (The Daze) – 3:28
14. "Everything I own" (I Can't Go On, I'll Go On & Vanessa Hudgens) – 5:41
15. "What Light" (Wilco) – 3:33